# Дон Альварадо
Дон Альварадо (англ. Don Alvarado, при рождении Хосе Пейдж — José Paige; 4 ноября 1904 — 31 марта 1967) — американский актёр немого кино.

## Ранняя жизнь
Родился в Альбукерке, Нью-Мексико, США. Сначала он изучал сельское хозяйство на ранчо своего отца, но в 1922 году он сбежал из дома в Лос-Анджелес. И ещё будучи подростком, надеясь найти работу в развивающемся немом кино, подрабатывал на фабрике сладостей. Тогда же он познакомился и сдружился с мексиканским актёром Луисом Антонио Диамасо де Алонсо — впоследствии прославится под именем Гилберт Роланд.

## Карьера
Альварадо дебютировал в кино в 1924 году, получив крошечную роль в немом фильме «Мадемуазель Полночь». Вскоре ему начали поручать ведущие роли, в основном героев-любовников и латинских мачо. Карьера актёра пошла на спад с началом эпохи звукового кино. Альварадо вернулся на второстепенные роли хара́ктерных испанцев — например в картине «Мост короля Людовика Святого» (1929), по одноимённому роману Торнтона Уайлдера) — и снимался относительно регулярно до конца 30-х годов.
В 1939 году под псевдонимом Дон Пейдж он начал работать помощником режиссёра на киностудии Уорнер Бразерс, затем получил должность директора по производству и добился на этом поприще значительных успехов. Вместе они сделали множество успешных фильмов, включая «Сокровища Сьерра Мадре» (1948), «К востоку от рая» (1955) и Бунтарь без причины (1958). Его последней работой стал фильм «Старик и море».

## Личная жизнь
В 1924 году Альварадо женился на шестнадцатилетней Энн Бояр (1908—1990), дочери эмигрантов-евреев из России. В том же году у них родилась дочь, будущая актриса Джой Пейдж. В августе 1932 году киномагнат Джек Уорнер убедил Энн развестись с Доном, и женился на ней в 1936. В 1932 у Дона был роман с балериной Мэрилин Миллер, но эти отношения не привели к браку.

## Смерть
Альварадо умер от рака в 1968 году, в возрасте 62 лет в Голливуде, Лос-Анджелес, Калифорния. Он был похоронен на кладбище Форест-Лаун на Голливудских холмах.

## Память
Дон Альварадо удостоен Звезды на Голливудской Аллее Славы, за вклад в развитие киноиндустрии. Её номер — 6504.

## Фильмография

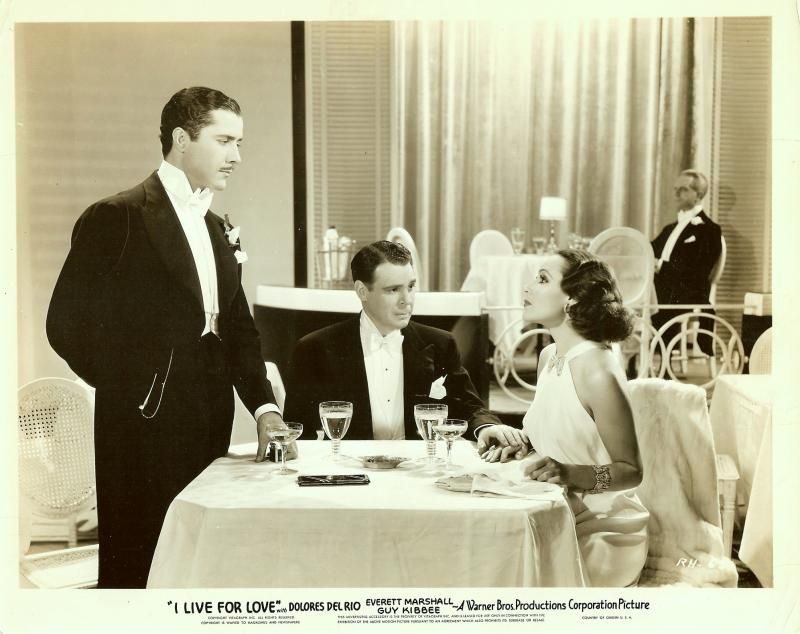
Дон Альварадо (слева), Эверетт Маршалл и Долорес дель Рио в фильме «Я живу ради любви» (1935).

| Фильмы | Фильмы                       | Фильмы                     | Фильмы                 |
| Год    | Русское название             | Оригинальное название      | Роль                   |
| ------ | ---------------------------- | -------------------------- | ---------------------- |
| 1924   | Мадемуазель Полночь          | Mademoiselle Midnight      | танцор                 |
| 1925   | —                            | The Spaniard               | матадор                |
| 1925   | Ненужная жена                | The Wife Who Wasn’t Wanted | Тео                    |
| 1925   | —                            | Satan in Sables            | студент                |
| 1925   | Покупатели удовольствия      | Pleasure Buyers            | Томми Уисвелл          |
| 1926   | Его джазовая невеста         | His Jazz Bride             | н/д                    |
| 1926   | Ночной крик                  | Night Cry                  | Педро                  |
| 1926   | Герой больших снегов         | A Hero of the Big Snows    | Эд Нолан               |
| 1927   | Обезьяньи переговоры         | The Monkey Talks           | Сэм Уик                |
| 1927   | Любовные истории Кармен      | The Loves of Carmen        | Хосе                   |
| 1927   | Завтрак на рассвете          | Breakfast at Sunrise       | Луссан                 |
| 1928   | Фанфары любви                | Drums of Love              | граф Леонардо де Алвиа |
| 1928   | Никакой другой женщины       | No Other Woman             | Морис                  |
| 1928   | Леди Скарлет                 | The Scarlet Lady           | принц Николас          |
| 1928   | Битва полов                  | The Battle of the Sexes    | Бейб Уинзор            |
| 1928   | Сплавной лес                 | Driftwood                  | Джим Кертис            |
| 1928   | Апач                         | The Apache                 | Пьер Дюмон             |
| 1929   | Мост короля Людовика Святого | The Bridge of San Luis Rey | Мануэль                |
| 1929   | Рио Рита                     | Rio Rita                   | Роберто Фергюсон       |
| 1930   | Плохой одиночка              | The Bad One                | испанец                |
| 1930   | Усеянный звездами            | Estrellados                | Ларри Митчелл          |
| 1930   | Гром капитана                | Captain Thunder            | Хуан Себастьян         |
| 1930   | Ваш навсегда                 | Forever Yours              | н/д                    |
| 1931   | Идеал                        | Beau Ideal                 | Рамон Гонсалес         |
| 1932   | Голливудское препятствие     | The Hollywood Handicap     | в роли самого себя     |
| 1932   | Леди с прошлым               | Lady with a Past           | Карлос Сантьягос       |
| 1932   | Движущийся на Запад          | Westward Passage           | граф Фелипе Делатори   |
| 1932   | Дело степени бакалавра       | Bachelor’s Affairs         | Рамон Альварес         |
| 1932   | Убийство короля              | The King Murder            | Хосе Морено            |
| 1933   | Контрабанда                  | Contrabando                | н/д                    |
| 1933   | Чёрный Красавец              | Black Beauty               | Реналдо                |
| 1933   | Ранняя слава                 | Morning Glory              | Пепи Велес             |
| 1933   | Согласно тайным заказам      | Under Secret Orders        | дон Фредерико          |
| 1933   | Красный фургон               | Red Wagon                  | Дейви Херон            |
| 1933   | На секретной службе          | On Secret Service          | граф Валенти           |
| 1934   | Сладкая Аделин               | Sweet Adeline              | Ренальдо               |
| 1934   | Никакого глубоко сна         | No Sleep on the Deep       | принц Энрико           |
| 1934   | Неприятности для демона      | A Demon for Trouble        | Голиндо                |
| 1934   | Однажды каждому бакалавру…   | Once to Every Bachelor     | Рокко                  |
| 1934   | Кукарача                     | La Cucaracha               | Панчо                  |
| 1935   | Дьявол — это женщина         | The Devil Is a Woman       | Моренито               |
| 1935   | Я живу ради любви            | I Live for Love            | Рико Сезаро            |
| 1935   | Роза Франции                 | Rosa de Francia            | маркиз де Магни        |
| 1936   | Повишение на ранчо           | Rose of the Rancho         | дон Луис Эспиноза      |
| 1936   | Федеральный агент            | Federal Agent              | Арман Рекар            |
| 1936   | Роман в Рио-Гранде           | Rio Grande Romance         | Джек Картер            |
| 1937   | Ничей ребёнок                | Nobody’s Baby              | Тони Кортес            |
| 1937   | Леди убегает                 | The Lady Escapes           | Антонио                |
| 1937   | Любовь под огнём             | Love Under Fire            | лейтенант Кабана       |
| 1938   | Поездка в париж              | A Trip to Paris            | Gigolo                 |
| 1938   | Повышение из Рио-Гранде      | Rose of the Rio Grande     | дон Хосе дель Торре    |
| 1939   | Общество кафе                | Cafe Society               | дон Хосе Монтерико     |
| 1940   | Одна ночь в тропиках         | One Night in the Tropics   | Рудольфо               |
| 1949   | Большой обман                | The Big Steal              | лейтенант Руис         |
| 1958   | Старик и море                | The Old Man and the Sea    | официант               |